# Pałac Langhansów we Wrocławiu
Pałac Langhansów (Pałac Tschirskych-Renardów) – klasycystyczny pałac miejski, który znajdował się przy ulicy św. Jadwigi we Wrocławiu. Zniszczony podczas II wojny światowej.

## Historia
Klasycystyczny pałac został wzniesiony w 1819 roku na terenach zlikwidowanych fortyfikacji miejskich, na Piasku. Jego projektantem był niemiecki architekt Carl Ferdinand Langhans jako jeden kilku reprezentatywnych domów rodziny architekta. Kolejnym jego właścicielem był hrabia Mortimer von Tschirschky-Renard. W 1918 roku lub w 1921 budynek został zaadaptowany dla siedziby Instytutu Europy Wschodniej (Osteuropaininstitut).
W budynku mieścił się hotel Du Pont a na parterze była piwiarnia i restauracja, a następnie Hotel und Restaurant Oderschloss Thomasa Rapke. Budynek został zniszczony w 1945 podczas działań wojennych.

## Architektura
Budynek został wzniesiony nad brzegiem Odry, w stylu oszczędnego klasycyzmu nawiązującego do stylu angielskiej willi palladiańskich z początku XVIII wieku. Pałac był trzykondygnacyjny, siedmioosiowy z niewielkim ryzalitem w partii środkowej obejmujący trzy osie. Na parterze znajdowała się sklepiona "sala terrena" z półokrągłym oknem, a nad nią ustawiony był czterokolumnowy, jednokondygnacyjny joński portyk balkonowy. Od strony ulicy budynek posiadał trzy osie, a w części środkowej znajdowało się wejście główne w formie arkady otoczonej lizenami, a nad nim umieszczono okno w formie edikuli w porządku jońskim. Okna posiadały skromne opaski. Każda kondygnacja zaznaczona była gzymsem. Prostokątny budynek był trzytraktowy, od strony południowej znajdowały się pomieszczenia reprezentacyjne, a od drugiej strony obszerny hol przedzielony czterema filarami, od którego prowadziła półkolista klatka schodowa oświetlona trójdzielnym oknem.